# James Shelby Downard
James Shelby Downard (13 de marzo de 1913-16 de marzo de 1998) fue un autor estadounidense de teorías de conspiración.

## Teorías
Según Downard y Michael A. Hoffman, en el libro King-Kill 33°, el asesinato de John F. Kennedy revela simbolismo masónico. La canción de Marilyn Manson King Kill 33° del álbum Holy Wood (In the Shadow of the Valley of Death) es una referencia a este ensayo.

## Obras y Bibliografía
- https://web.archive.org/web/20080705201514/http://feralhouse.com/titles/kulchur/carnivals_of_life_and_death_the.php
- Jonathan Vankin and Joe Whalen, The 70 Greatest Conspiracies of All Time (Citadel Press, 2001) ISBN 0-8065-2033-7
- “Sorcery, Sex, Assassination”, in Keith, Jim ed. Secret and Suppressed. Portland, Or.: Feral House, 1993.
- “America, The Possessed Corpse”, in Parfrey, Adam ed. Apocalypse Culture II. Venice, Calif.: Feral House, 2000.
- “Riding the Downardian Nighmare”, in Parfrey, Adam. Cult Rapture. Portland, Or.: Feral House, 1994.
- Secret Societies and Psychological Warfare, Hoffman II, Michael A., Coeur d'Alene, Idaho.: Independent History and Research, 2001.
- Weird America: A Guide to Places of Mystery in the United States, Brandon, Jim. New York, NY.: E. P. Dutton, 1978.3
- The Rebirth of Pan: Hidden Faces of the American Earth Spirit, Brandon, Jim. Dunlap, Ill.: Firebird Press, 1983.
- King-Kill 33, On the Occult Aspects of the Assassination of John F. Kennedy Texto en línea
- " La clave downardiana: Estet́ica de la Conspiracioń en la imagineria popular contemporánea". Publicado en Revista Sans Soleil-Estudios de la imagen. Vol. 8, 2016. Pp. 164- 182. Recibido el 13-01-2016. Aceptado el 02-01-2016. Centro de Estudios de la imagen Sans Soleil (CEiss). Área de Antropología Visual (iRudi. Estudios de la imagen) (Universidad de Buenos Aires). Indexada en Latindex. ISSN: 2014-1874 D.L.: B-26.349-2011 [Texto en línea: http://revista-sanssoleil.com/wp-content/uploads/2016/12/Ruiz-Molina-Fernando.pdf ]